# Ondřej Zdráhala
Ondřej Zdráhala (født 10. juli 1983 i Přerov, Tjekkiet) er en tjekkisk håndboldspiller som spiller for Wisła Płock og Tjekkiets herrehåndboldlandshold.
Han deltog under EM i håndbold 2018 i Kroatien, hvor han også blev turneringens topscorer, med 56 mål.